# Mariä Geburt (Pfärrich)

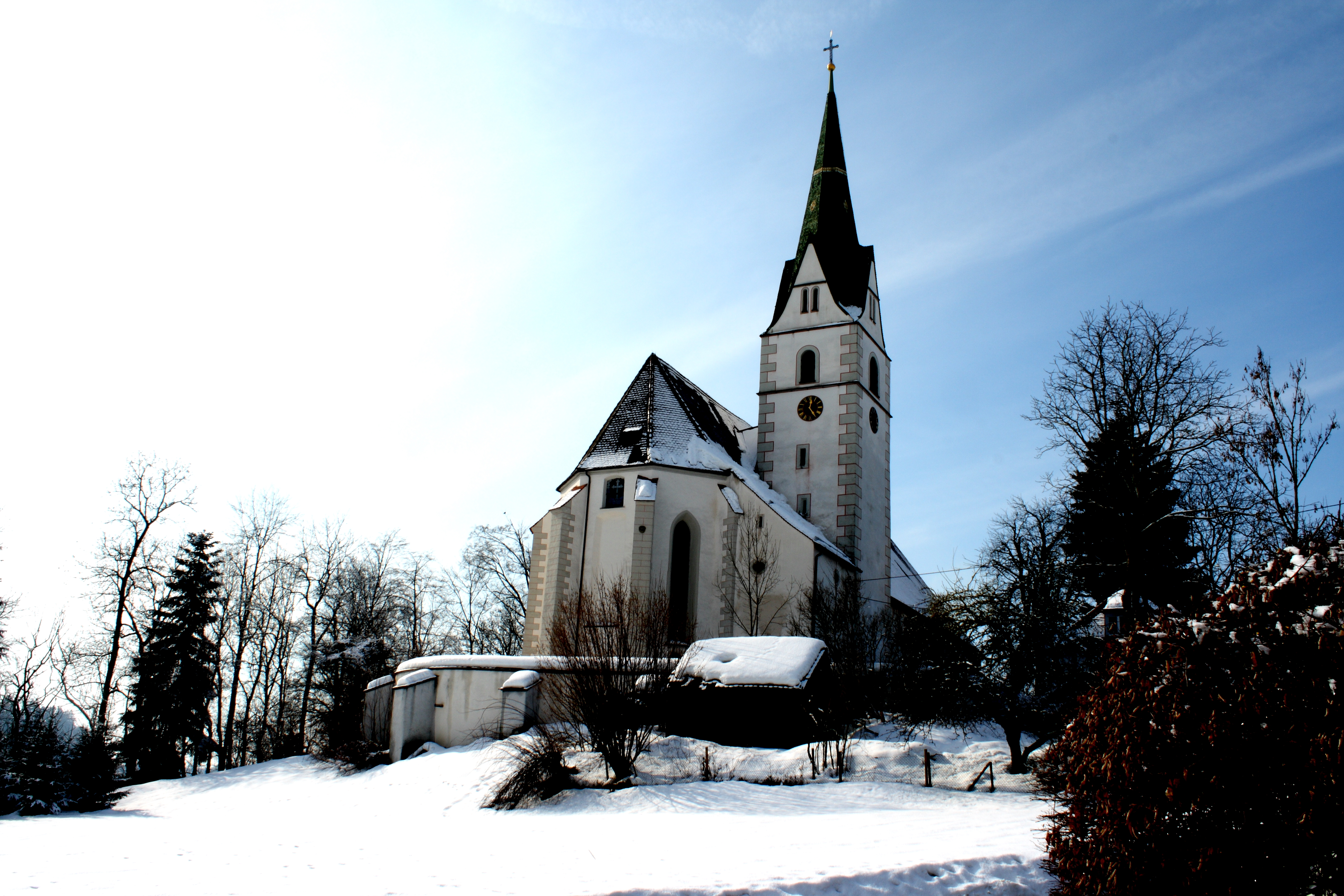
Mariä Geburt (Pfärrich)

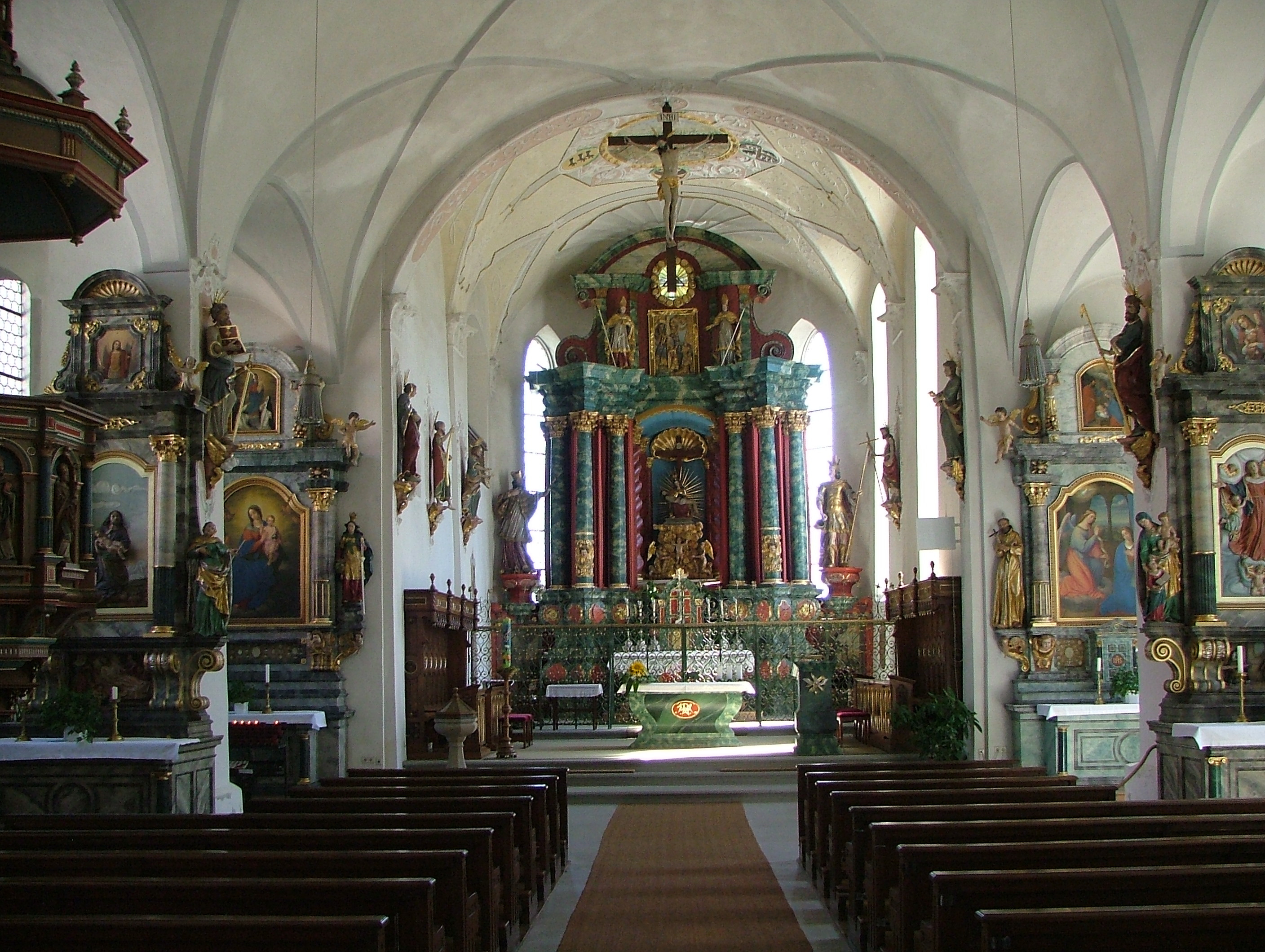
Innenansicht

Die römisch-katholische Wallfahrtskirche Mariä Geburt ist die Pfarrkirche des Ortsteils Pfärrich der Gemeinde Amtzell im Landkreis Ravensburg von Baden-Württemberg. Die Kirchengemeinde gehört zum Dekanat Allgäu-Oberschwaben der Diözese Rottenburg-Stuttgart. Das Bauwerk ist beim Landesamt für Denkmalpflege Baden-Württemberg als Baudenkmal eingetragen.

## Beschreibung
Die Wandpfeilerkirche besteht aus einem 1686 gebauten Langhaus mit einem von Säulen getragenen Unterstand vor dem Portal im Westen, einem eingezogenen, dreiseitig geschlossenen Chor im Osten von 1401, der von Strebepfeilern gestützt wird, und einem Chorflankenturm an der Nordwand des Chors, an dessen Ostwand die Sakristei angebaut ist. Im obersten Geschoss des Turms steht der Glockenstuhl mit drei Glocken, das Geschoss darunter enthält die Turmuhr. Zwischen den Giebeln des Turms erhebt sich ein hoher, spitzer Helm. 
Der Innenraum ist nach dem Vorarlberger Münsterschema gestaltet, bei dem die seitlichen Kapellen zwischen den Wandpfeilern untereinander verbunden sind. Der Chor ist vom Langhaus durch eine schmiedeeiserne Chorschranke getrennt. Zur Kirchenausstattung gehört ein Hochaltar von 1716. ImRetabel steht in einer großen Muschelnische zwischen Säulen das Gnadenbild der Wallfahrtskirche, die Nachbildung einer spätgotischen Pietà mit Krone. In einem Relief im Altarauszug ist die Abnahme Jesu vom Kreuz dargestellt. Die Retabel der Seitenaltäre wurden von Georg Lacher bemalt. 1735 wurden die Tafelbilder des Kreuzweges aufgehängt. Die Orgel baute Robert Maag Orgelbau 2002 in den 1845 gebauten Prospekt von Franz Anton Kiene ein.